# Aleksandre Kuntelia

a Compétitions nationales et continentales officielles uniquement.

b Matchs officiels uniquement.
Dernière mise à jour le 15 juin 2025.
Aleksandre Kuntelia, né le 26 juin 2002, est un joueur international géorgien de rugby à XV évoluant au poste de pilier avec le Stade rochelais.

## Biographie
Aleksandre Kuntelia est recruté par le Stade rochelais à l'intersaison 2021 en provenance des Lelo Saracens avec qui il a disputé deux matchs du Championnat de Géorgie lors de la saison 2020-2021 à 18 ans.
Lors de l'été 2022, il participe aux Six Nations Summer Series avec l'équipe de Géorgie des moins de 20 ans, inscrivant un essai face à l'Écosse puis un autre contre la France,.
Au cours de la saison 2022-2023 du Stade rochelais, il dispute son premier match avec l'équipe professionnelle le 29 octobre 2022 lors de la défaite des siens au stade Marcel-Deflandre (21 à 38) face à la Section paloise. Le mois suivant, il fait ses débuts avec l'équipe de Géorgie face aux Samoa en entrant en jeu à la 68e minute à la place de Guram Papidze et en inscrivant un essai,. En fin de saison, son club est finaliste du Top 14 mais il ne dispute pas la finale.
La saison suivante, en octobre 2023, il prolonge son contrat jusqu'en juin 2026 avec le Stade rochelais.

## Palmarès

### En club
- Finaliste du Top 14 en 2023 avec le Stade rochelais.

### En équipe nationale
- Vainqueur du Championnat d'Europe des moins de 18 ans en 2019 avec l'équipe de Géorgie des moins de 18 ans.
- Vainqueur du Championnat d'Europe en 2024 avec l'équipe de Géorgie.